# L'Inconnu du pont Notre-Dame
L'Inconnu du pont Notre-Dame est un roman policier historique de Jean-François Parot publié en 2015,.

## Résumé
Alors que la royauté française est affaiblie par l'affaire du collier de la reine, Lenoir, le nouveau directeur de la Bibliothèque du roi, charge Nicolas Le Floch d'enquêter sur la disparition d'un conservateur au cabinet des médailles. 
Peu après, un cadavre décapité est découvert dans une maison en cours de démolition sur le pont Notre-Dame. Le Floch suspecte un lien entre les deux événements quand l'affaire prend un tour politique plus important : Lady Charwel, alias La Satin, son ancienne maîtresse et mère de son fils Louis, lui transmet des informations à propos d'un complot anglais visant la personne de Louis XVI.
Au cours de ses investigations, Le Floch comprend qu'il a visé juste, car les meurtres se multiplient pendant qu'il suit une piste depuis le milieu parisien des joueurs et des receleurs jusqu'à la rade de Cherbourg.